# Elezioni presidenziali in Indonesia del 2019
Le elezioni presidenziali in Indonesia del 2019 si tennero il 17 aprile; videro la vittoria del presidente uscente Joko Widodo.

## Risultati
| Candidati        | Partiti | Voti        | %     |
| ---------------- | --- | ----------- | ----- |
| Joko Widodo      | - Partito Democratico Indonesiano di Lotta - Partito del Risveglio Nazionale - Partito della Coscienza del Popolo - Partito Nazionale Democratico                                                                                       | 85 607 362  | 55,50 |
| Prabowo Subianto | - Partito del Movimento della Grande Indonesia - Partito dei Gruppi Funzionali - Partito Democratico - Partito del Mandato Nazionale - Partito della Giustizia Prospera - Partito dello Sviluppo Unito - Partito della Stella Crescente | 68 650 239  | 44,50 |
| Totale           | Totale | 154 257 601 | 100   |